# Аббасбейли
Аббасбейли (азерб. Abbasbəyli) — село в Газахском районе Азербайджана.
Прежнее название Дахарбейли. Топоним произошёл от имени рода аббасбейли из села Демирчилер, в 19 веке..